# Dimitris Karagiannis
Dimitris Karagiannis (* 1956) ist ein Informatiker und Universitätsprofessor an der Universität Wien.

## Leben und Wirken
Nach einem Studium der Informatik an der Technischen Universität Berlin und einigen Aufenthalten in den USA und Japan arbeitete Karagiannis von 1987 bis 1992 als Bereichsleiter für Unternehmensinformationssysteme am Forschungsinstitut für Angewandte Wissensverarbeitung in Ulm. Seit 1993 ist er als ordentlicher Universitätsprofessor an der Universität Wien tätig, wo er die Forschungsgruppe Knowledge Engineering der Fakultät für Informatik leitet. Er ist universitärer Gründervater des Beratungs- und Softwareunternehmens BOC Information Technologies Consulting. Darüber hinaus hat er zwei Bücher über wissensbasierte Datenbanken und zahlreiche andere Publikationen verfasst.

## Publikationen
- Repräsentation und Verarbeitung von Wissensstrukturen: das hybride System KANON (= Dissertation), 1987.
- Wissensbasierte Datenbanken, Oldenbourg Verlag, München 1994, ISBN 3-486-21204-4.
- mit Rainer Telesko: Wissensmanagement. Konzepte der künstlichen Intelligenz und des Softcomputing, Oldenbourg, München und Wien 2001, ISBN 978-3-486-25566-9.
- mit Bodo Rieger (Hrsg.): Herausforderungen in der Wirtschaftsinformatik. Festschrift für Hermann Krallmann, Springer, Berlin und Heidelberg 2006, ISBN 978-3-540-28906-7.
- mit Christoph Moser und Anke Helmes (Hrsg.): Benutzerzentrierte Unternehmensarchitekturen. Ein portfolio-orientierter Ansatz zur Geschäftstransformation mit ArchiMate, Springer Vieweg, Wiesbaden 2020, ISBN 978-3-658-30536-9.
- mit Moonkun Lee, Knut Hinkelmann, Wilfrid Utz (Hrsg.): Domain-Specific Conceptual Modeling. Concepts, Methods and ADOxx Tools, Springer, 2022, ISBN 978-3-030-93546-7.